# Эйхо
Эйхо (яп. 永保 эйхо:, эйхо) — девиз правления (нэнго) японского императора Сиракава, использовавшийся с 1081 по 1084 год .

## Продолжительность
Начало и конец эры:
- 10-й день 2-й луны 5-го года Дзёряку (по юлианскому календарю — 22 марта 1081);
- 7-й день 2-й луны 4-го года Эйхо (по юлианскому календарю — 15 марта 1084).

## Происхождение
Название нэнго было заимствовано из классического древнекитайского сочинения Шу цзин:「欽崇天道、永保天命」.

## События
- 26 мая 1081 года (15-й день 4-й луны 1-го года Эйхо) — буддийский храм Мии-дэра был подожжён монахами храма Энряку-дзи (расположен на горе Хиэй)[6];
- 12 июля 1081 года (4-й день 6-й луны 1-го года Эйхо) — Мии-дэра снова был подожжён монахами с горы Хиэй[7];
- 1083 год (10-я луна 3-го года Эйхо) — начинается строительство девятиэтажной пагоды на Хоссё-дзи[7].

## Сравнительная таблица
Ниже представлена таблица соответствия японского традиционного и европейского летосчисления. В скобках к номеру года японской эры указано название соответствующего года из 60-летнего цикла китайской системы гань-чжи. Японские месяцы традиционно названы лунами.
| 1-й год Эйхо (Металлический Петух) | 1-я луна*       | 2-я луна   | 3-я луна  | 4-я луна* | 5-я луна* | 6-я луна  | 7-я луна*              | 8-я луна*  | 9-я луна    | 10-я луна* | 11-я луна  | 12-я луна     |                |
| ---------------------------------- | --------------- | ---------- | --------- | --------- | --------- | --------- | ---------------------- | ---------- | ----------- | ---------- | ---------- | ------------- | -------------- |
| Юлианский календарь                | 12 февраля 1081 | 13 марта   | 12 апреля | 12 мая    | 10 июня   | 9 июля    | 8 августа              | 6 сентября | 5 октября   | 4 ноября   | 3 декабря  | 2 января 1082 |                |
| 2-й год Эйхо (Водяная Собака)      | 1-я луна        | 2-я луна*  | 3-я луна  | 4-я луна  | 5-я луна* | 6-я луна* | 7-я луна               | 8-я луна*  | 9-я луна*   | 10-я луна  | 11-я луна* | 12-я луна     |                |
| Юлианский календарь                | 1 февраля 1082  | 3 марта    | 1 апреля  | 1 мая     | 31 мая    | 29 июня   | 28 июля                | 27 августа | 25 сентября | 24 октября | 23 ноября  | 22 декабря    |                |
| 3-й год Эйхо (Водяная Свинья)      | 1-я луна        | 2-я луна*  | 3-я луна  | 4-я луна  | 5-я луна* | 6-я луна  | 6-я луна* (високосная) | 7-я луна   | 8-я луна*   | 9-я луна   | 10-я луна* | 11-я луна*    | 12-я луна      |
| Юлианский календарь                | 21 января 1083  | 20 февраля | 21 марта  | 20 апреля | 20 мая    | 18 июня   | 18 июля                | 16 августа | 15 сентября | 14 октября | 13 ноября  | 12 декабря    | 10 января 1084 |
| 4-й год Эйхо (Деревянная Крыса)    | 1-я луна*       | 2-я луна   | 3-я луна  | 4-я луна* | 5-я луна  | 6-я луна* | 7-я луна               | 8-я луна   | 9-я луна*   | 10-я луна  | 11-я луна* | 12-я луна     |                |
| Юлианский календарь                | 9 февраля 1084  | 9 марта    | 8 апреля  | 8 мая     | 6 июня    | 6 июля    | 4 августа              | 3 сентября | 3 октября   | 1 ноября   | 1 декабря  | 30 декабря    |                |

* звёздочкой отмечены короткие месяцы (луны) продолжительностью 29 дней. Остальные месяцы длятся 30 дней.